# Ricardo Otero
Ricardo Otero (16 de mayo de 1922 - 22 de agosto de 1992) fue un sindicalista y político peronista argentino.
Nacido en Argentina  trabajó como obrero en la industria metalúrgica. Fue secretario de la delegación de la Capital Federal de la Unión Obrera Metalúrgica desde 1967, acompañando las iniciativas sindicales de Augusto Timoteo Vandor, aunque aparentemente no sus ambiciones políticas.
Se desempeñó como ministro de Trabajo en los gobiernos de Héctor José Cámpora, Raúl Alberto Lastiri, Juan Domingo Perón y María Estela Martínez de Perón.
Renunció a su cargo en 1975, en protesta por el plan económico llevado adelante por el ministro de Economía, Celestino Rodrigo.